# Го (місто)

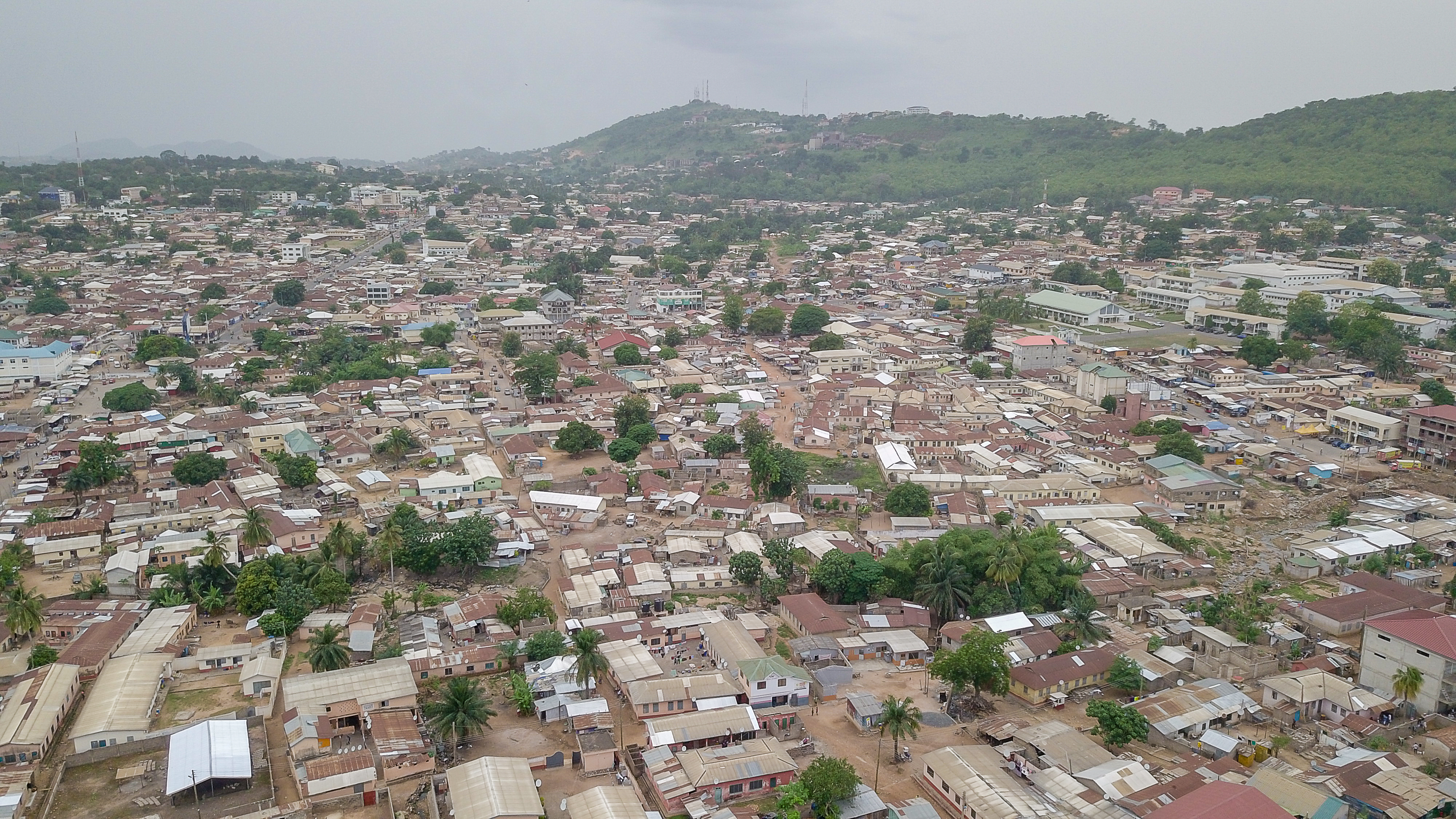
Го

Го (англ. Но) — місто на південному сході Гани, адміністративний центр області Вольта. До 1956 року було центром Британського Того.

## Клімат
Місто знаходиться у зоні, котра характеризується кліматом тропічних саван. Найтепліший місяць — лютий із середньою температурою 28.7 °C (83.7 °F). Найхолодніший місяць — липень, із середньою температурою 25.1 °С (77.2 °F).
| Клімат Хо               | Клімат Хо | Клімат Хо | Клімат Хо | Клімат Хо | Клімат Хо | Клімат Хо | Клімат Хо | Клімат Хо | Клімат Хо | Клімат Хо | Клімат Хо | Клімат Хо | Клімат Хо |
| Показник                | Січ.      | Лют.      | Бер.      | Квіт.     | Трав.     | Черв.     | Лип.      | Серп.     | Вер.      | Жовт.     | Лист.     | Груд.     | Рік       |
| Середня температура, °C | 27,5      | 28,7      | 28,5      | 28,1      | 27,3      | 26        | 25,1      | 25,1      | 25,6      | 26,4      | 27,3      | 26,9      | 26,9      |
| Норма опадів, мм        | 18.6      | 51.6      | 109.4     | 131.4     | 159.9     | 196       | 137.4     | 93.7      | 155.2     | 155       | 56        | 29.5      | 1293.7    |
| Днів з опадами          | 4,6       | 7,4       | 12        | 13,2      | 15,8      | 19,2      | 15,5      | 13,7      | 17,8      | 18,1      | 8,9       | 6,6       | 152,8     |
| Вологість повітря, %    | 64.6      | 67.7      | 72.6      | 76.5      | 79.6      | 84.2      | 84.6      | 83.6      | 83.1      | 81.5      | 76.1      | 70.9      | 77.1      |
| ----------------------- | --------- | --------- | --------- | --------- | --------- | --------- | --------- | --------- | --------- | --------- | --------- | --------- | --------- |
| Джерело: Weatherbase    |           |           |           |           |           |           |           |           |           |           |           |           |           |

## Історія
Місто було частиною Тоголенду. Після початку Першої світової війни було окуповане Британською імперією. Було мандатною територією Ліги Націй і столицею Британського Того до входження до складу Британського Золотого Берега.
Щороку у вересні в місті проводиться фестиваль ямса.

## Населення
У 1970 численність населення склала 46 300 жителів.
У 2015 численність населення склала 96 213 жителів.

## Економіка
Торговий центр сільськогосподарського району (кокосова і олійна пальми, какао, маніок, батат, рис). Харчова промисловість.